# Кусанова, Жанара Сагиндыковна
Жанара Сагиндыковна Кусанова (род. 20 мая 1991, Оренбургская область) — российская самбистка и дзюдоистка, серебряный (2023) и бронзовый (2020) призёр чемпионатов мира по самбо, 2-кратная чемпионка России по самбо, Мастер спорта России по самбо.

## Спортивные достижения

### Студенческие соревнования
- Всемирная Универсиада (2013)[4]

### Юниорские соревнования
- Первенство Мира (2009)[4]
- Первенство Мира (2010)[4]
- Первенство России среди кадеток (2007)[4]

### Кубок России
- Кубок России (2016)[4]
- Кубок России (2017)[4]
- Кубок России (2018)[4]
- Кубок России по дзюдо 2018 — ;
- Кубок России по дзюдо 2019 — ;
- Кубок России (2019)[4]
- Кубок России (2021)[4]

### Чемпионат России
- Чемпионат России (2018)[4]
- Чемпионат России (2019)[4]
- Чемпионат России (2020)[4]
- Чемпионат России (2021)[4]
- Чемпионат России (2023)[4]

### Международные игры
- Европейские Игры (2019)[4]
- Игры стран СНГ (2023)[4]

### Чемпионат мира
- Чемпионат мира (2020)[4]
- Чемпионат мира 2021, б/м[4]

## Звания и награды
- Мастер спорта России по самбо[4]